# MX vs. ATV Unleashed
MX vs. ATV Unleashed — автосимулятор для Xbox, PlayStation 2 и PC. Он был разработан студией Rainbow Studios и издан THQ; релиз состоялся в 2005 году. Поддерживает игру для двух игроков на одной приставке и мультиплеер для восьми игроков. ПК версия имеет функцию «Редактор трасс», как говорится в игровой коробке. Версия для PSP была выпущена в 2006 году под названием MX vs. ATV Unleashed: On the Edge.

## Саундтрек
| - Authority Zero — «Revolution» - Black Eyed Peas feat. Papa Roach — «Anxiety» - Bullets And Octane — «Pirates» - Crossfade — «Cold» - Earshot — «Wait» - Kottonmouth Kings — «Let’s Ride» - Mudmen — «Animal» - Ozomatli — «Saturday Night» - Nickelback — «Because of You» - Papa Roach — «Getting Away with Murder» - Phunk Junkeez — «Magnetic Mic Control» | - Powerman 5000 — «Heroes and Villains» - Pillar — «Bring Me Down» - Riddlin' Kids — «Stop the World» - Rise Against — «Give It All» - Shinedown — «Fly from the Inside» - Skindred — «Nobody» - Strung Out — «Analog» - Trust Company — «Stronger» - Unwritten Law — «The Celebration Song» |

## Транспорт
Игра включает в себя 9 мотоциклов и 14 квадроциклов. Помимо этого имеются необычные транспортные средства, включая багги, монстер-траки, трофейные грузовики, песочные багги и гольф-кары; присутствуют самолеты и вертолеты.

## Отзывы
| Сводный рейтинг | Сводный рейтинг | Сводный рейтинг | Сводный рейтинг | Сводный рейтинг |
| Издание         | Оценка          | Оценка          | Оценка          | Оценка          |
| Издание         | PC              | PS2             | PSP             | Xbox            |
| --------------- | --------------- | --------------- | --------------- | --------------- |
| GameRankings    | 71,42 %         | 77,91 %         | 69,00 %         | 78,53 %         |

В основном игра получила положительные рецензии. IGN поставил игре 9.3/10, похвалив общее представление об игре и геймплей, но сделал акцент на старении серии. GameSpot поставил игре оценку 7.7, раскритиковав воздушные гонки, но похвалив управление, физику, трассы, количество игровых режимов и редактор трасс. PlayStation Illustrated больше раскритиковали игру, с оценкой 66 %, и назвали «скучной».